# Livádia (Réthymnon)
Livádia, en grec moderne : Λιβάδια, est un village du dème de Mylopótamos, en Crète, en Grèce. Selon le recensement de 2011, la population de Livádia compte 1 481 habitants. Il est situé à une altitude de 600-650 m et à une distance de 30 km de Réthymnon.

## Recensements de la population
| Recensements | 1900 | 1920 | 1928 | 1940 | 1951 | 1961 | 1971 | 1981 | 1991 | 2001 | 2011 |
| ------------ | ---- | ---- | ---- | ---- | ---- | ---- | ---- | ---- | ---- | ---- | ---- |
| Population   | 528  | 608  | 648  | 710  | 807  | 772  | 946  | 1215 | -    | 1473 | 1481 |